# Rolls-Royce Nene
El Rolls-Royce Nene fue un motor turbojet británico de compresor centrífugo de los 1940s. Recibe su nombre del Rio Nene manteniendo así la tradición de la compañía respecto a sus motores a reacción.

## Desarrollo
El Nene o RB.41 fue el tercer motor a reacción de Rolls-Royce en ser producido, diseñado y construido en el relativamente corto periodo de cinco meses en 1944, arrancándose por primera vez el 27 de octubre de 1944. El diseño se vio poco usado en los aviones de diseño británico, siendo superado fácilmente por el Avon que le sucedió. Tan sólo fue ampliamente utilizado en Gran Bretaña en los Hawker Sea Hawk y los Supermarine Attacker. 
Pratt and Whitney obtuvo la licencia del Nene como el Pratt & Whitney J42 y comenzó a motorizar al Grumman F9F Panther. Veinticinco Nene fueron entregados a la Unión Soviética como gesto de buena voluntad, y fueron desmontados para desarrollar el Klimov RD-45, y una versión más grande, el Klimov VK-1, que pronto fue montado en varios cazas soviéticos incluyendo el Mikoyan-Gurevich MiG-15. También fue brevemente construido bajo licencia en Australia para potenciar a los cazas De Havilland Vampire de la RAAF. También fue construido por Orenda en Canadá para ser utilizado en 656 aviones Canadair T-33.

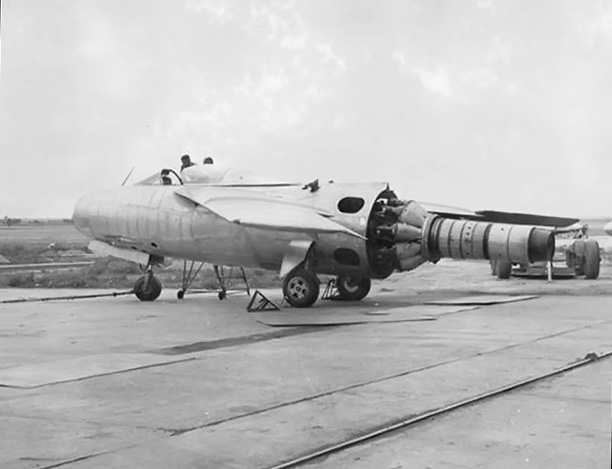
Un FMA IAe 33 Pulqui II sin sección de cola, mostrando su Rolls-Royce Nene II.

Aunque basada en la versión "paso ancho" en la configuración de la primera versión del estilo de Whittle, el Nene utiliza un compresor centrifugo bilateral que mejora el rango de compresión así como eleva su empuje. Fue durante el diseño del Nene que Rolls Royce decidió dar a sus motores tanto números como nombres, con los Welland y Derwent manteniendo sus modelos Rover originales, B/23 y B/26. No fue hasta más tarde cuando se decidió que estos números de modelos eran mucho más parecidos a los dados a bombarderos, y la "R" fue añadida en el frontal, la "R" significa "Rolls" y la "B" original de Rover significa Barnoldswick. Este esquema de denominación RB continúa a día de hoy.
El Nene doblaba el empuje de la primera generación de motores, con las primeras versiones aportando unos 22,2 kN, cifra que permaneció similar en el resto de ediciones. Esto debería sugerir que tuvo un amplio uso en sus diversos diseños, pero el Gloster Meteor lanzó al estrellato al Derwent que el Ministerio del Aire de Gran Bretaña decidió adquirir. Aparecieron estudios para diseños capaces de utilizar el Rolls-Royce Avon, y el Nene se vio abocado a desaparecer.
El Nene fue utilizado para impulsar el primer avión a reacción civil, un Vickers Viking modificado, que voló por primera vez el 6 de abril de 1948.

## Aplicaciones
- Avro Ashton
- Avro Lancastrian (campo de pruebas)
- Avro Tudor
- Canadair Silver Star
- de Havilland Vampire
- FMA IAe 33 Pulqui II
- Hawker Sea Hawk
- Lockheed P-80 Shooting Star
- Sud-Ouest 30R
- Supermarine Attacker
- Vickers VC.1 Viking
- Dassault MD 450 Ouragan

## Especificaciones (Nene)
- Tipo: Turborreactor.[1]
- Longitud: 2.459 mm.
- Diámetro: 1.257 mm.

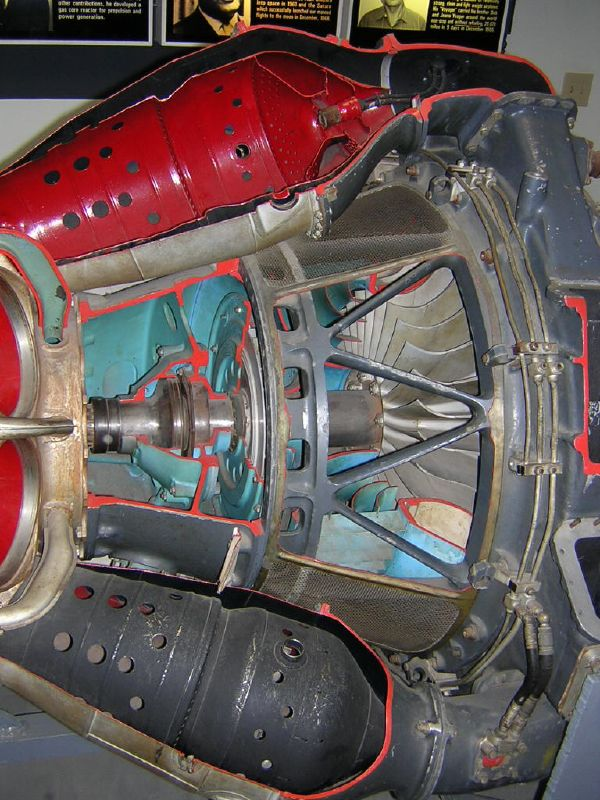
Vista que muestra los carburadores y compresores.

- Peso:  700 kilogramos (menos jet-pipe).
- Compresor:  Compresor centrifugo de doble entrada.
- Combustión: 9 carburadores.
- Turbina: Flujo axial de una etapa.
- Combustible: Queroseno de aviación on 1% de aceite.
- Empuje: 22,2 kN a 12.400 rpm en despegue.
- Compresión: 4:1.
- Empuje/Peso: 3,1:1.